# Metaphysical Collapse
Metaphysical Collapse è il primo album studio del gruppo musicale italiano Living Corpse prodotto da Ettore Rigotti e pubblicato l'8 febbraio 2010.
Nell'album è presente la traccia 6th Race of Acquarius Age, già pubblicata separatamente nel 2007.

## Tracce
1. Ars Regia – 3:49 (Emanuele Ciancio, Rafael Felletti, Mauro Lacertosa)
2. Metaphysical Collapse – 3:19 (Emanuele Ciancio, Rafael Felletti, Mauro Lacertosa)
3. Twin Divine – 3:37 (Emanuele Ciancio, Rafael Felletti, Mauro Lacertosa)
4. Zero Is the Zenith of the Sun – 3:22 (Emanuele Ciancio, Rafael Felletti, Mauro Lacertosa)
5. The Great Silver Bullet – 3:26 (Emanuele Ciancio, Rafael Felletti, Mauro Lacertosa)
6. Mindflow – 1:01 (Emanuele Ciancio, Rafael Felletti, Mauro Lacertosa)
7. Conspiracy – 3:13 (Emanuele Ciancio, Rafael Felletti, Mauro Lacertosa)
8. 6th Race of the Aquarius Age – 5:04 (Emanuele Ciancio, Rafael Felletti, Mauro Lacertosa)
9. Supplying My Lust – 4:32 (Emanuele Ciancio, Rafael Felletti, Mauro Lacertosa)
10. Daybreak – 1:21 (Emanuele Ciancio, Rafael Felletti, Mauro Lacertosa)

Durata totale: 32:44

## Formazione
- Rafael Felletti - voce
- Emanuele Ciancio - chitarra
- Mauro Lacertosa - basso
- Daniele Di Giorgio - batteria
- Davide Marrone - sampler